# Джерело № 11 (Кострино)
Джерело № 11 — гідрологічна пам'ятка природи місцевого значення в Україні. Розташована на території Ужгородського району Закарпатської області, на південь від села Кострина (урочище «Солотвинка»). 
Площа — 0,5 га. Статус отриманий у 1984 році. Перебуває у віданні: Костринська сільська рада. 
Група джерел. Вода вуглекисла, хлоридно-гідрокарбонатно-натрієва. Заг. мінералізація — 7,1 г/л. Мікроелементи — марганець, барій, кремнієва кислота. Для лікування захворювань органів травлення.